# Jesús Barrios
Jesús "Kiko" Barrios (La Paz, Cesar, 1 de octubre de 1959) es un exfutbolista y entrenador colombiano. Su último club como jugador fue el Envigado F.C.

## Trayectoria

### Como jugador
Durante sus 18 años como futbolista jugó para el Junior de Barranquilla, Atlético Bucaramanga, Envigado FC y la Selección Colombia. Finaliza su carrera marcando 111 goles en 459 partidos.

### Como entrenador
Empezó su carrera como entrenador en la primera B del fútbol profesional colombiano en el Valledupar siendo el primer DT en la historia del club costeño, estando ad portas del ascenso perdiendo la final y después el partido de la promoción frente al Atlético Huila.
Después de sus casi 3 temporadas en el Valledupar pasaría a la Cantera de Héroes donde dirigió a James Rodríguez y a Giovanni Moreno, entre otros futbolistas.
Kiko también ha dirigido al Atlético Bucaramanga, Deportivo Pereira y Árabe Unido de Panamá donde solo dirigió 2 partidos y renunció a causa de problemas personales.

## Selección nacional
Fue internacional con la Selección de fútbol de Colombia entre 1983 y 1986 marcando dos goles.

### Participaciones enCopas América
| Torneo            | Sede          | Resultado      | PJ | GA | Asis |
| ----------------- | ------------- | -------------- | -- | -- | ---- |
| Copa América 1983 | Sin Sede Fija | Fase de grupos | 2  | 0  | 0    |

### Participaciones enEliminatorias al Mundial
| Eliminatoria                         | Sede del Mundial | Posición                                        | Resultado | PJ | GA | Asis |
| ------------------------------------ | ---------------- | ----------------------------------------------- | --------- | -- | -- | ---- |
| Eliminatorias Mundial de México 1986 | México           | 3°lugar 6pts Grupo 1 (Perdedor Repesca Interna) | Eliminado | 4  | 0  | 0    |

## Clubes

### Como futbolista
| Club                 | País                | Año                 | Partidos | Goles' |
| -------------------- | ------------------- | ------------------- | -------- | ------ |
| Junior               | Colombia            | 1980-1989 1996-1998 | 217      | 45     |
| Atlético Bucaramanga | Colombia            | 1990-1996           | 232      | 64     |
| Envigado Fútbol Club | Colombia            | 1998                | ?        | ?      |
| Total en su carrera  | Total en su carrera | Total en su carrera | 449      | 109    |

### Como entrenador
| Club                 | País     | Año         | Partidos Dirigidos |
| -------------------- | -------- | ----------- | ------------------ |
| Valledupar F. C.     | Colombia | 2004 - 2006 | 120                |
| Envigado F. C.       | Colombia | 2007 - 2008 | 104                |
| Atlético Bucaramanga | Colombia | 2009 - 2010 | 80                 |
| Deportivo Pereira    | Colombia | 2013 - 2014 | 52                 |
| CD Árabe Unido       | Panamá   | 2015        | 2                  |

## Palmarés

### Campeonatos nacionales
| Título              | Club                 | País     | Año  |
| ------------------- | -------------------- | -------- | ---- |
| Categoría Primera A | Junior               | Colombia | 1980 |
| Categoría Primera B | Atlético Bucaramanga | Colombia | 1995 |

## Como entrenador

### Campeonatos nacionales
| Título              | Club           | País     | Año  |
| ------------------- | -------------- | -------- | ---- |
| Categoría Primera B | Envigado F. C. | Colombia | 2007 |